# Betty Ford
Elizabeth Ann Ford (née Bloomer) connue sous le nom de Betty Ford, née le 8 avril 1918 à Chicago (Illinois) et morte le 8 juillet 2011 à Rancho Mirage (Californie), est l'épouse de l'ancien président des États-Unis, Gerald R. Ford (1913-2006) et a été la Première dame des États-Unis de 1974 à 1977. Elle est la fondatrice du centre de désintoxication Betty Ford Center et une récipiendaire de la médaille d'or du Congrès.

## Jeunesse
Née à Chicago, Elizabeth Ann Bloomer est le troisième enfant et la seule fille de William Stephenson Bloomer Sr., un vendeur pour Royal Rubber Co., et de son épouse, Hortense Neahr. Elle a deux frères aînés, Robert et William Jr., et après avoir brièvement habité à Denver, elle grandit à Grand Rapids (Michigan), où elle sort diplômée du secondaire à la Central High School.
Après la chute des marchés financiers en 1929, à onze ans, elle commence à être mannequin pour des vêtements[réf. nécessaire] et enseigne la danse à des enfants (notamment des danses telles que le foxtrot, la valse et le big apple). Elle étudie la danse à la Calla Travis Dance Studio, dont elle sort diplômée en 1935.
Lorsqu'elle a seize ans, son père meurt d'un empoisonnement au monoxyde de carbone en travaillant sur la voiture familiale dans le garage. On ne sut jamais si c'était un accident ou un suicide[réf. nécessaire]. En 1933, sa mère refuse qu'elle continue d'enseigner la danse à New York. À la place, Betty Ford suit des cours à la Bennington School of Danse au Vermont, pendant deux étés, où elle étudie avec Martha Graham et Hanya Holm.

## Carrière
Une fois acceptée par Martha Graham comme élève, Betty Ford déménage dans le quartier de Chelsea, Manhattan, et y travaille comme mannequin pour la firme John Robert Powers pour payer ses études en danse. Elle joint la troupe auxiliaire de Graham et commence au Carnegie Hall.
Sa mère, remariée à Arthur Meigs Godwin, s'oppose à la carrière de sa fille. Elle commence une carrière de coordinatrice de mode dans un centre commercial. Elle organise également sa propre troupe de danse et enseigne la danse à plusieurs endroits à Grand Rapids, incluant des cours pour des enfants handicapés.

## Mariages et famille
En 1942, elle épouse William C. Warren, un vendeur de meubles. Elle et son mari, qui commença rapidement à vendre des assurances, déménagent souvent à cause de son travail. Ils habitent à Toledo, en Ohio, où elle est employée comme démonstratrice chez Lasalle & Koch. Ils n'ont pas d'enfant ensemble et divorcent le 22 septembre 1947.
Le 15 octobre 1948, Elizabeth Bloomer se marie avec Gerald R. Ford Jr., un avocat et vétéran de la Seconde Guerre mondiale, à l'Église Grace Episcopal à Grand Rapids, dans le Michigan. Ford est à ce moment en campagne électorale pour son premier mandat de député à la Chambre des représentants et le mariage est reporté peu après les élections, car, selon le New York Times « Jerry était en campagne pour le Congrès et n'était pas sûr de savoir comment les électeurs réagiraient sur son mariage avec une ex-danseuse divorcée[réf. nécessaire]. »
Le couple, qui a été marié pendant 58 ans, a eu quatre enfants : Michael Gerald Ford (1950), John Gardner Ford (1952), Steven Meigs Ford (1956), Susan Elizabeth Ford (1957).
La famille Ford déménage dans la banlieue de Washington D.C., où ils vivent pendant 25 ans. Ford gravit les échelons du Parti républicain pour finalement être choisi comme vice-président par Richard Nixon (et confirmé par le Sénat) lorsque le vice-président élu Spiro Agnew est contraint à la démission en 1973. Betty Ford devient deuxième dame des États-Unis. Quelques mois plus tard, en 1974, Nixon est à son tour contraint à la démission à cause du  scandale du Watergate et Gerald Ford devient président des États-Unis.

## Première dame

### Pouvoir et influence

Betty Ford (à gauche) et l'impératrice d'Iran Farah Pahlavi (à droite) à la Maison-Blanche, en 1975.

Selon le New York Times, « l'impact de Mme Ford sur la culture américaine est beaucoup plus grand et a duré plus longtemps que son mari, qui a servi comme président 896 jours[réf. nécessaire]. » Le journal continue en la décrivant comme un « produit et un symbole politique et culturel de son temps, une femme au foyer qui débat passionnément pour les droits des femmes, une mère de quatre enfants qui ne reste pas muette au sujet des drogues, de l'avortement et du sexe avant le mariage et qui ne regrette rien. »  En 1975, dans une entrevue avec le magazine McCall's (en), Betty Ford déclare[réf. nécessaire] « qu'on lui a posé des questions sur à peu près tous les sujets imaginables, sauf sur le nombre de fois qu'elle et le président ont fait l'amour. Et s'ils me demandaient cela je leur répondrais le plus souvent possible.[réf. nécessaire]. »
Ouverte aux avantages des traitements psychiatriques, elle discute de l'usage de la marijuana et des relations sexuelles avant le mariage, et la nouvelle Première dame déclare qu'elle et son époux partagent le même lit durant une visite télévisée de la Maison-Blanche[réf. nécessaire]. Après une entrevue avec l'émission 60 Minutes, où elle parle de la possibilité que tous ses enfants aient déjà fumé de la marijuana et comment elle conseillerait sa fille si elle avait une relation avec un garçon, certains conservateurs[Qui ?] la surnomment « No Lady » et demandent sa démission malgré le fait que 75 % de la population américaine approuve son travail et ses discours[réf. nécessaire]. Durant la campagne électorale de 1976 que son époux allait finalement perdre, elle aurait déclaré : « Je donnerais ma vie pour que Jerry ait mon taux d'approbation.[réf. nécessaire]. »

### Politique sociale
Durant son temps de Première dame, Betty Ford est également une porte-parole pour les droits des femmes. Elle soutient l'amendement sur les droits égaux entre homme et femme et pousse les États à ratifier cet amendement, et déclare la guerre à ses opposants. Elle est également une activiste pour la légalisation de l'avortement et son rôle politique actif amène le magazine Time à la surnommer « Fighting First Lady »[réf. nécessaire]. En 1975, elle fait partie des personnalités de l'année selon Time Magazine parmi « Les Américaines ». Durant cette même année, elle fait même une apparition dans la sitcom Les ennuis de Marie (The Mary Tyler Moore Show), où elle incarne son propre rôle.

### Santé et lutte contre le cancer du sein
Quelques semaines après être devenue Première dame, Betty Ford subit une mastectomie pour l'aider dans sa lutte contre le cancer du sein le 28 septembre 1974. Son honnêteté sur le fait augmente la visibilité dans les médias de cette maladie qui était un sujet encore tabou. « Lorsque d'autres femmes subissent cette opération, elles ne font pas la couverture des manchettes »[réf. nécessaire], a-t-elle dit au magazine Time. « Mais le fait que je sois la femme du président m'a mise sur la première page et a annoncé au public cette expérience particulière à laquelle je faisais face à ce moment. Plusieurs femmes se sont rendu compte que si cela m'arrivait à moi, cela pouvait également leur arriver. Je suis sûre que j'ai sauvé la vie d'une personne, peut-être plus.[réf. nécessaire] » La visibilité de ce fléau fut encore augmentée par l'annonce quelques semaines plus tard qu'Happy Rockefeller, l'épouse du vice-président Nelson Rockefeller, venait également de subir une mastectomie.

### Arts
Betty Ford est une des raisons pour lesquelles Martha Graham reçut la médaille présidentielle pour la liberté en 1976.[réf. nécessaire]
Elle reçoit également un prix venant de Parsons The New School for Design en reconnaissance de son style.

### Défaite de 1976
En 1976, Betty Ford participe activement à la campagne de son mari pour les primaires présidentielles du Parti républicain, qu'il remporte face à l'ancien gouverneur de Californie Ronald Reagan, puis pour l'élection présidentielle. Après la défaite de son mari, Betty Ford parle pour le président et concède la victoire à Jimmy Carter, après que son époux eut perdu la voix durant la campagne électorale. C'est la seule fois que l'épouse d'un candidat présidentiel majeur aux États-Unis a prononcé un discours de concession en son nom.

## Le Centre Betty Ford
En 1978, la famille Ford pousse Betty Ford à affronter sa dépendance à l'alcool et aux médicaments, qu'elle consomme depuis les années 1960. « J'aimais l'alcool », écrit-elle dans ses mémoires, en 1987. « Cela me réchauffait. J'aimais également les pilules. Elles évacuaient ma tension et le mal-être de moi ». En 1982, après sa rémission, elle crée la clinique de désintoxication « Centre Betty Ford » à Rancho Mirage, en Californie, pour le traitement de toutes les dépendances. L’institution s’impose comme l’antichambre du vice hollywoodien. Elle écrit également deux livres sur ses traitements : Betty : A glad awakening (mémoires) et en 2003 Healing and Hope : Six women from the Betty Ford Center share their powerful journeys of addiction and recovery.
En 2005, Betty Ford remet le contrôle du conseil d'administration du centre à sa fille, Susan.

## Vieillesse
Durant les années suivant son départ de la Maison-Blanche en 1977, Betty Ford continue à avoir une vie publique active. En plus de son travail au Centre Betty Ford, elle reste impliquée dans le dossier des droits des femmes prenant plusieurs engagements et prêtant son nom à plusieurs organismes de charité. En 1987, elle subit une opération à cœur ouvert, mais se remet sans complication. En 1991, elle reçoit la Presidential Medal of Freedom par le président George H.W. Bush et la Congressional Gold Medal en 1999. Le 3 mai 2003, elle reçoit le prix Woodrow Wilson à Los Angeles pour son service public par le Centre Woodrow Wilson de l'Institut Smithsonian. Durant cette année, elle réside à Rancho Mirage, Californie, ainsi qu'à Beaver Creek, Colorado, avec son mari. Gerald Ford meurt à Rancho Mirage de complications cardiaques le 26 décembre 2006 à l'âge de 93 ans.
Betty Ford a vécu à la fin de sa vie à Rancho Mirage. Elle est la cinquième Première dame ayant vécu aussi longtemps après Bess Truman, Rosalynn Carter, Nancy Reagan et Lady Bird Johnson. Une santé fragile due à des opérations en août 2006 et avril 2007 pour des caillots de sang aux lèvres a eu un impact négatif sur sa vie publique. Ses problèmes de santé l'ont empêchée d'être présente aux funérailles de son amie Lady Bird Johnson en juillet 2007. Elle meurt le 8 juillet 2011.

## Prix et distinctions
- 1998 : Médaille d'or du Congrès
- 2000 : Prix Mary-Woodard Lasker pour le bien public

## Ouvrages
- Betty Ford, Betty : A glad awakening, première édition le 6 février 1987, 217 pages,  (ISBN 038523502X),  (ISBN 978-0385235020) ;
- Betty Ford, Healing and Hope : Six women from the Betty Ford Center share their powerful journeys of addiction and recovery, 6 novembre 2003, 288 pages,  (ISBN 0399151389),  (ISBN 978-0399151385).

## Dans la fiction
- Dans la série télévisée américaine The First Lady (2022), son rôle est interprété par Michelle Pfeiffer.